# Стенлі Кубрик
Стенлі Кубрик (англ. Stanley Kubrick, 26 липня 1928, Нью-Йорк, США — 7 березня 1999, Гарпендер, Велика Британія) — американський кінорежисер, сценарист, один із найвпливовіших режисерів в історії кінематографу. Фільми Кубрика вирізняються технічним новаторством і майстерністю, нестандартними підходами до сценарію, увагою до деталей, незвичайними, дотепними сценаріями та елементами чорного гумору. Багато з них були адаптаціями романів та коротких історій.
Найвпливовішою його стрічкою залишається «Космічна одіссея 2001 року», знята за однойменним романом Артура Кларка. Робота над фільмом принесла Кубрику єдиний «Оскар» у його фільмографії за найкращі візуальні ефекти. Серед інших найвідоміших робіт режисера: «Механічний апельсин», «Сяйво», «Баррі Ліндон», «Цілісно-металева оболонка».
Фільм «Із широко заплющеними очима» став останнім у його фільмографії — режисер помер від серцевого нападу через шість днів після показу фінальної версії продюсерам студії Warner Bros.

## Життєпис
Стенлі Кубрик народився 26 липня 1928 року в Нью-Йорку і був першою дитиною в єврейській родині Джейкоба Леонарда Кубрика (21 Травня 1902 — 19 Жовтня 1985) і Седі Гертруди Первелер (28 жовтня 1903 — 23 квітня 1985). У травні 1934 року народилася його сестра Барбара Мері Кубрик. Батько, чиї родичі по батьківській лінії мали коріння польських, австрійських та румунських євреїв, працював лікарем-хірургом, закінчивши у 1927 році Нью-Йоркський медичний коледж і в той же рік одружився із Седі, яка була дочкою єврейських емігрантів з Австрії. Прадід Кубрика, Герш Кубрик (його прізвище «Kubrick» у різних документах того часу писалася як «Kubrik» або «Kubrike»), прибув на острів Елліс з Ліверпуля на кораблі 27 грудня 1899 року в 47-річному віці, залишивши в Європі дружину і двох дорослих дітей (один з яких був дідусем Стенлі Еліасом), щоб почати нове життя з молодою жінкою. 1902 року в США перебрався і Еліас. Його батько захоплювався шахами й фотографією, чим зацікавився й хлопець. Він також виявив цікавість до джазу й грав на барабанах. У школі Кубрик не був здібним учнем і не одержав вищої освіти. Коли йому минуло 17 років, хлопець вирішив зайнятися фотографією. Його знімки надрукували в журналі «Look», і відтоді він працював фотокореспондентом. Незабаром почав відвідувати Нью-Йоркський музей сучасного мистецтва й часто ходив у кінотеатри. 1951 року за порадою друга Кубрик почав знімати короткометражні фільми й рекламні ролики. Пізніше він сфокусувався на оповідальних фільмах і зняв "Fear and Desire (1953), про загін солдатів у тилу ворога на вигаданій війні. 1955 року Стенлі переїхав до Голлівуду, знявши фільм «Killer's Kiss» (1954). Стрічка «The Killing» (1956), — про боксера наприкінці своєї кар'єри, вплутаного в організовану злочинність, стала першою роботою Кубрика за участю професіональної знімальної бригади; не мала комерційного успіху, але одержала позитивні відгуки від критиків.
Ранні фільми Кубрика фінансували його родина й друзі. Незабаром молодий режисер потоваришував з відомим продюсером Джеймсом Б. Гаррісом, з яким заснував фірму «Harris-Kubrick Productions», що фінансувала його наступні фільми.
Першим фільмом Кубрика, що здобув комерційний успіх і був добре сприйнятий критиками, стала стрічка «Стежки слави» англ. Paths of Glory (1957), заснована на повісті про Першу світову війну й знята у Німеччині.
Повернувшись до США, Кубрик почав працювати над фільмом «Одноокий Джек» (англ. One-Eyed Jacks, 1961), але через конфлікт із Марлоном Брандо залишив зйомки. Після цього він писав сценарії й був запрошений актором-продюсером Кірком Дугласом працювати режисером у фільмі «Spartacus» (1960). Знімання було важким через розбіжності між Кубриком і Дугласом, але фільм мав успіх і приніс Кубрику популярність.
Розчарувавшись у Голлівуді, режисер переїхав 1962 року до Англії, де зняв знаменитий фільм «Лоліта» за романом Володимира Набокова, який було номіновано на премію Оскар.
Наступний фільм Кубрика, чорна комедія «Доктор Стренджлав, або: Як я перестав хвилюватись і полюбив бомбу» (англ. Dr. Strangelove or: How I Learned to Stop Worrying and Love the Bomb, 1964) за повістю «Red Alert» Пітера Джорджа, став культовим.
Потім режисер протягом п'яти років працював над фільмом «Космічна одіссея 2001 року» за романом Артура Кларка — науково-фантастичною стрічкою з новаторськими спецефектами.
Інші фільми Кубрика «Механічний апельсин» (англ. A Clockwork Orange), «Баррі Ліндон» (англ. Barry Lyndon), «Сяйво» (англ. The Shining), «Суцільнометалева оболонка» (англ. Full Metal Jacket), «Із широко заплющеними очима» (англ. Eyes Wide Shut) також вирізнялися оригінальними сценаріями й новаторством.
7 березня 1999 року, через чотири дні після закінчення роботи над монтажем фільму «Із широко заплющеними очима», Стенлі Кубрик помер від серцевого нападу уві сні. Його поховали біля свого улюбленого дерева у маєтку Чилдвік Бері, Гартфордшир, Англія.
Режисер залишив після себе декілька нереалізованих проєктів. Більш як тридцять років він збирав матеріал для фільму про Наполеона Бонапарта. Після смерті режисера залишилася бібліотека на 18 000 томів, присвячених Наполеону.
2000 року Британська кіноакадемія удостоїла Стенлі Кубрика премією «Приз Британської Академії людині року» (Премія «BAFTA» за великий внесок у режисерську співдружність). Наступного року Стівен Спілберг випустив фільм «Штучний розум», втіливши в життя давню мрію Кубрика (перші кадри картини — морські хвилі, що розбиваються об берег  зняті самим Кубриком).

## Фільми

### Перші фільми
1951 року Алекс Зінгер, один з друзів Кубрика, переконав його, що слід почати заробляти на зніманні короткометражних документальних фільмів для компанії March of Time — постачальника кінохроніки в кінотеатри. Кубрик погодився і зняв, на власні кошти, короткометражну стрічку «День сутички» у 1951 році. У фільмі, зокрема, був використаний незвичайний стиль зйомки, який став одним з яскравих операторських прийомів Кубрика. Хоча компанія March of Time розорилася в тому ж році, режисер продав «День сутички» кінокомпанії RKO Pictures за $100. Натхненний своїм раннім успіхом, Кубрик звільнився з журналу Look і почав працювати над своїм другим короткометражним документальним фільмом, «Летючий падре» (1951), що фінансувався вже RKO Pictures. Третьою роботою, став короткометражний фільм «Мореплавці» (1953) — перший кольоровий фільм Кубрика. Це був 30-хвилинний рекламний фільм створений для Міжнародного союзу моряків. Ці три фільми складають єдині збережені документальні роботи Кубрика. Проте, вважається, що він був залучений у знімання інших короткометражних фільмів, які були втрачені. Жодна з цих плівок ніколи не виходила офіційно, хоча вони широко транслювалися, а їх фрагменти використовуються у документальному фільмі «Стенлі Кубрик: Життя в кіно». Крім того, «День сутички» і «Летючий падре» були показані по каналу ПВМ.

### «Вбивство»
Алекс Зінгер представив молодого Кубрика продюсеру на ім'я Джеймс Б. Харріс, і вони стали близькими друзями. Їхня бізнес-компанія, Harris-Kubrick Productions, фінансувала наступні три фільми Кубрика. Вони разом купили права на роман Лайонела Уайта «Перерва на чистку», який Кубрик перетворив на сценарій до фільму «Вбивство». Попри захоплені рецензії та відгуки критиків, фільм не мав фінансового успіху. У багатьох відношеннях «Вбивство» слідувало концепціям жанру Нуар. Хоча пік популярності жанру припав на 1940 рік, сюжет, режисерські прийоми і кінематографічність «Вбивства» викликали його відродження, і зараз стрічку вважається однією з найкращих робіт цього напряму.
Широка популярність «Вбивства» привернула увагу компанії Metro-Goldwyn-Mayer. Студія запропонувала Harris-Kubrick Productions свою багату колекцію куплених прав на екранізацію оповідань, з якої Кубрик міг вибрати свій наступний проєкт. За цей час Кубрик також співпрацював з Колдером Уіллінгтоном в екранізації австрійського роману «Пекуча таємниця».

### «Спартак»
Після свого повернення до Сполучених Штатів Кубрик працював протягом шести місяців над фільмом «Одноокий Джек» (1961) з Марлоном Брандо. Але їх погляди розходилися з приводу цілого ряду рішень, тому Брандо в кінцевому підсумку звільнив Кубрика і вирішив власноруч закінчити фільм. Потому Кубрик працював над низкою не продюсованих кіносценаріїв, в тому числі й над сценарієм до фільму «Схиблений на волі», поки Кірк Дуглас не попросив його взяти на себе режисуру фільму «Спартак» (1960), продюсованого самим Дугласом. Спочатку режисерське крісло займав Ентоні Манн, якого звільнили через два тижні після початку зйомок.
Виходячи з реальної історії приреченого повстання рабів Римської імперії, «Спартак» був важким проєктом. У результаті між Кубриком і Дугласом виникли творчі розбіжності, які виливалися у відкриті конфлікти. Зіткнувшись з відсутністю повного творчого контролю, Кубрик пізніше зрікся своєї великої ролі у виробництві фільму, що ще більше розлютило Дугласа. Дружба двох митців, що виникла під час знімання «Стежок слави», стерлася на порох під час знімання «Спартака». Через роки Дуглас називав Кубрика «талановитим лайном» (англ. a talented shit).
Попри низку складнощів, «Спартак» став комерційно успішним і створив Кубрику гучне ім'я. Проте виробництво цього фільму спонукало режисера до пошуку інших способів фінансування своїх робіт, щоб залишатись незалежним від голлівудських продюсерів. «Спартак» отримав 4 премії «Оскар».

### «Лоліта» і переїзд до Великої Британії
1962 року Кубрик переїхав до Англії, щоб зняти свій наступний фільм «Лоліта». В Англії він залишився на проживання до кінця свого життя. Основною причиною переїзду стало бажання працювати над фільмом за романом «Лоліта» в країні з менш жорсткими цензурними приписами, ніж у США. Проте після знімання цього фільму Кубрик був змушений залишитися в Англії для знімання фільму «Доктор Стрейнджлав, або Як я перестав боятись і полюбив бомбу», оскільки на той час Пітер Селлерс не одержав дозвіл на виїзд з країни у зв'язку з судовим розглядом справи про його розлучення. Саме після знімання цих двох фільмів, на ранніх етапах планування «Космічної одіссеї 2001 року», Кубрик вирішив оселитися в Англії назавжди.
Згодом Кубрик придбав садибу під Лондоном, яка мала назву Еббот Мід і розташовувалася неподалік від кіностудії в Боремвуді. Його родина оселилася в будинку, обнесеному високим парканом, і майже нікого не приймала. Ніби підкреслюючи своє подвійне громадянство, режисер зберіг свою нью-йоркську квартиру в районі Центрального парку.
«Лоліта» стала першим фільмом Кубрика, який збудив широку громадську дискусію. Книга Володимира Набокова розповідає про кохання зрілого чоловіка на ім'я Гумберт та його дванадцятирічної пасербиці. Кубрик попросив Набокова адаптувати свій роман до екранізації. Письменник спочатку підготував 400-сторінкову версію сценарію, який потім скоротив до 200 сторінок. Остаточну версію сценарію дописав сам Кубрик, а варіант Набокова увійшов у фільм лише на 20 %. Набоков опублікував свій варіант сценарію під назвою «Лоліта: сценарій».
Стенлі Кубрик намагався зберегти основні мотиви роману, але уникнути надмірної провокаційності. Насамперед це стосувалося зображення сексуальних відносин між Гумбертом і Лолітою.
Після прем'єри фільму оцінки кінокритиків були суперечливими: одні схвалювали його сміливі рішення, інші дивувались відсутністю близькості між Лолітою і Гумбертом. Сью Лайон здобула премію «Золотий глобус» у номінації «найбільш багатообіцяюча початкуюча актриса». Згодом стрічка була номінована на сім нагород.

### «Доктор Стрейнджлав»
Наступний фільм Кубрика «Доктор Стрейнджлав, або Як я перестав боятися і полюбив бомбу» (1964), став культовим фільмом, а сьогодні вважається класикою кінематографу. Роджер Еберт написав, що це найкращий сатиричний фільм усіх часів. Сценарій написано за романом «Червона Тривога», написаного колишнім капітаном ВПС США Пітером Джорджем. «Червона тривога» — роман-антиутопія, про можливість випадкової ядерної війни. Натомість Кубрик зобразив обставини, які призводять до катаклізму, настільки абсурдно, що ця історія стала чорною комедією.
Цікавим є той факт, що актор Пітер Селлерс, який зіграв епізодичну, але ключову роль у «Лоліті», в «Докторі Стрейнджлаві» зіграв одразу трьох різних персонажів: президента США Меркіна Маффлі, самого доктора Стрейнджлава та капітана Лайонела Мандрейка. Кубрик пізніше назвав Селлерса «Неймовірним», але висловив жаль, що маніакальної енергії акторові рідко вистачало більше, ніж на два або три дублі. Щоб подолати цю проблему, Кубрик знімав двома камерами одночасно, даючи Селлерсу можливість імпровізувати.
«Доктор Стренджлав, або: Як я перестав хвилюватись і полюбив бомбу» став прообразом антивоєнних рухів у пізніх 1960-х роках (через кілька років після випуску фільму). У стрічці показано надзвичайно скептичне ставлення до військової політики США, яка до появи фільму не піддавалася критиці.

### «Космічна одіссея 2001 року»
Кубрик витратив п'ять років на створення свого наступного фільму «Космічна одіссея 2001 року» (1968). Він написав сценарій з письменником-фантастом Артуром Кларком, розширивши сюжетну лінію оповідання Кларка «Страж».
Для знімання фільму Кубрику вдалося зібрати талановиту команду акторів, серед яких був зокрема Дуглас Трамбал, що пізніше став відомим завдяки участі у фільмах «Мовчазний біг» та «Той, що біжить по лезу». Фільм відзначався численними новаторськими візуальними ефектами. Під час знімання Кубрик широко використовував метод блукаючої маски для фіксації космічних польотів, саме ця методика використовувалася через дев'ять років Джорджем Лукасом при створенні фантастичної саги «Зоряні війни», хоча фільм Лукаса також використовував інші ефекти, недоступні Кубрику в середині 60-х років. Яскравою була робота легендарного британського оператора Джеффрі Ансуорта, який пізніше знімав такі класичні фільми, як «Кабаре» та «Супермен». Виробничим компаніям були дані консультації щодо того, яким буде дизайн спеціального обладнання та побутових предметів в недалекому майбутньому. У фільмі також представлений рідкісний випадок реального зображення космічних подорожей, при повному мовчанні у вакуумі космосу та реалістичне відображення невагомості.
Фільм також відомий завдяки доречному використанню творів класичної музики Ріхарда Штрауса «Так говорив Заратустра» та вальсу Йоганна Штрауса «На прекрасному блакитному Дунаї», які певний час асоціювалися насамперед з цим фільмом, особливо перший твір, невідомий широкому загалу до виходу стрічки. Кубрик також використовував музику сучасного угорського авангардиста-композитора Дьордя Лігеті, хоча деякі частини його композицій було змінено без згоди автора.
Загалом фільм мав величезний успіх, проте перша реакція критиків була вкрай негативна, критикувалася насамперед відсутність частих діалогів, повільність дії, та й сам сюжет фільму. Одним з небагатьох захисників фільму була Пенелопа Гілліатт, яка в рецензії журналу New Yorker назвала його «по-своєму великим фільмом». Фільм отримав позитивні відгуки молодої аудиторії, особливо прихильників контркультури 1960-х років, за сцени уявної психоделічної подорожі в нескінченному плині космосу — все це зробило його справжнім хітом. «Космічна одіссея 2001» залишилася без нагород у номінаціях за найкращу режисуру, найкращу роботу сценариста, а також продюсерську роботу, — єдиний «Оскар» дістався за візуальні ефекти. Проте сьогодні переважає думка про те, що «Космічна одіссея 2001» є чи не найвизначнішим науково-фантастичним фільмом усіх часів.
У художньому плані «Космічна одіссея 2001 року» радикально відрізнялася від попередніх робіт Кубрика. Фільм містить лише 45 хвилин діалогу, протягом усього хронометражу фільму, тривалістю дві години двадцять хвилин. Особливо запам'яталися глядачам слова, що належали комп'ютеру HAL 9000 в його діалогах з Дейвом Боуманом. Деякі стверджують, що Кубрик протиставляє гуманізм майбутньому стерильному світу машин. Неоднозначний кінець фільму продовжує вражати сучасних глядачів і критиків. Після цього фільму Кубрик більше ніколи так радикально не експериментував зі спецефектами та оповідною формою, проте його наступні роботи зберігали певний рівень невизначеності, який був закладений в «Космічній одіссеї».
Інтерпретації фільму численні й досить різноманітні. Попри те, що стрічка з'явилася на екранах в 1968 році, вона все ще породжує дискусії. А коли критик Джозеф Гельміс запитав Кубрика про сенс фільму, той відповів:
 Є питання, які я волію не обговорювати, тому що вони надто суб'єктивні й відповіді на них будуть змінюватися від глядача до глядача. В цьому сенсі, фільм стає всім тим, що глядач бачить у ньому. Якщо фільм викликає емоції та проникає в підсвідомість глядача, якщо він стимулює якісь, нехай навіть зародкові, міфологічні та релігійні прагнення й імпульси, то це його успіх Оригінальний текст (англ.)
They are the areas I prefer not to discuss, because they are highly subjective and will differ from viewer to viewer. In this sense, the film becomes anything the viewer sees in it. If the film stirs the emotions and penetrates the subconscious  of the viewer, if it stimulates, however inchoately, his mythological and religious yearnings and impulses, then it has succeeded.
«Космічна одіссея 2001 року», мабуть, найвідоміший і найвпливовіший фільм Кубрика. Стівен Спілберг назвав його «Великим Вибухом» (англ. Big Bang) покоління, що зосередив увагу на космічній гонці. Він став попередником вибуху кіноринку наукової фантастики через дев'ять років, який започаткували «Зоряні війни» та «Близькі контакти третього ступеня».

### «Механічний апельсин»
Після «2001: Космічна одіссея» Кубрик спочатку намагався зробити фільм про життя Наполеона Бонапарта. Але через недостатнє фінансування Кубрик почав пошуки проєкту, який можна зняти швидко на невеликий бюджет. В результаті він зупинився на творі «Механічний апельсин» (1971). Його адаптація роману Ентоні Берджесса — «темні, шокуючі дослідження насильства в людському суспільстві». Фільм вийшов в прокат на території США з рейтингом X, що викликало значні суперечки. Постер фільму створив легендарний дизайнер Білл Голд.
Дія фільму відбувається в футуристичній версії Великої Британії, яка має авторитарний і хаотичний характер. Центральний персонаж фільму — підліток-хуліган на ім'я Алекс ДеЛардж (роль виконує Малкольм Макдауелл), який разом зі своєю зграєю «інших» без жодних докорів сумління отримує насолоду від бійок, грабежів, тортур і зґвалтувань. Однак жорстоке побиття і вбивство літньої жінки, нарешті, приводить Алекса у в'язницю. Сподіваючись на обіцяну свободу, Алекс погоджується на експериментальне лікування за так званою «технікою Людовіко», яка пригнічує прагнення до агресії, проте «вилікувана» таким чином людина позбавлена вільного морального вибору. Під час публічної демонстрації успіхів техніки з Алексом жорстоко поводяться, але він не опирається — технологія зробила свою справу. Проте техніка має і побічний ефект: вона виробила в Алекса огиду до класичної музики (точніше до Дев'ятої симфонії Бетховена), любов до якої була однією з небагатьох його людяних рис. Після звільнення, він зустрічає своїх колишніх друзів, які його зрадили і побили. Згодом Алекс стає пішаком у політичній грі.
Кубрик зняв «Механічний апельсин» швидко, майже весь час перебуваючи в Лондоні та його околицях. Попри низький технологічний характер у фільмі в порівнянні з «2001: Космічна Одіссея», Кубрик показав свій талант для інновацій, наприклад, для знімання однієї сцени, він кидав камери моделі «Ньюмен Сінклер» з пружинним мотором з даху, для того, щоб досягти потрібного йому ефекту.
Фільм став дуже контроверсійним через зображення підліткового групового зґвалтування і насильства. Він вийшов в тому ж році, що й фільми Сема Пекінпа «Солом'яні пси» і Дона Сігела «Брудний Гаррі», ці три фільми викликали запеклі дискусії в засобах масової інформації про соціальний ефект кінематографічного насильства. Суперечки особливо загострилися, коли в Англії було скоєно схожі злочини, злочинці носили те саме вбрання, що й герої «Механічного апельсина». Британські читачі роману зазначили, що Кубрик випустив заключну главу (яка також була вилучена з американського видання книги), в якому Алекс знаходить заспокоєння, смиренність, а до нього повертається здоровий глузд.
Після погроз убивства його та його сім'ї, Кубрик пішов на незвичайний крок — вилучення фільму з показу у Великій Британії. Тож фільм залишався недоступним в Сполученому Королівстві до свого перевидання в 2000 році, через рік після смерті Кубрика, водночас фільм не заборонили в континентальній Європі. Кінотеатри Scala, в Кінгс Крос (Лондон) показали фільм на початку 1990-х років (без дозволу режисера), і за наполяганням Кубрика, їм пред'явлено позов, в результаті якого вони закрилися, а Лондон позбувся кількох зі своїх небагатьох незалежних кінотеатрів.
У середині 1990-х років у Великій Британії вийшов документальний фільм «Заборонений плід», присвячений питанням цензури. Кубрик не зміг запобігти використанню документалістами кадрів з «Механічного апельсина» у фільмі.

### «Баррі Ліндон»
Наступний фільм Кубрика, що вийшов в 1975 році, був адаптацією роману Вільяма Теккерея «Щастя Баррі Ліндона» (The Luck of Barry Lyndon), також відомого як «Баррі Ліндон», крутійського роману про пригоди та поневіряння ірландського гравця й авантюриста XVIII століття.
Трьохгодинний хронометраж фільму відлякав багатьох американських критиків і глядачів, хоча і отримав багато позитивних відгуків, зокрема від Рекса Ріда й Річарда Шикела. Журнал «Час» опублікував рецензію на фільм, а фільм загалом був номінований на 7 нагород Академії, і виграв чотири — більше, ніж будь-який інший фільм Кубрика. Попри це, «Баррі Ліндон» не мав великого успіху в США, хоча в Європі, а особливо у Франції мав велику аудиторію.
Як і у більшості фільмів Кубрика, репутація «Баррі Ліндона» росла протягом багатьох років, особливо серед інших режисерів. Режисер Мартін Скорсезе назвав його своїм улюбленим фільмом з усієї творчості Кубрика.
Подібно до інших фільмів Кубрика, методи освітлення сцен були справді новаторськими. Найвідоміший прийом полягав у тому, що інтер'єр сцен знімався за допомогою спеціально адаптованого надчутливого об'єктива f/0.7 Zeiss і камери, первинно розробленої для NASA. Це дозволило включити у фільм сцени зняті тільки при свічках, створюючи розсіяне освітлення, в результаті численні сцени твору нагадують картини XVIII століття.
Музика фільму — ірландські народні пісні (у виконанні Вожді) в поєднанні з творами, таких композиторів, як Антоніо Вівальді «Концерт для віолончелі», Йоганна Себастьяна Баха «Подвійний концерт», Георга Фрідріха Генделя «Сарабанда» і Франца Шуберта «Німецький Танець № 1», «Тріо № 2» E мі-бемоль, "Експромт № 1 " до C мінор. Музика була відредагована й адаптована Леонардом Розенманом, за яку той отримав «Оскар».
1976 року художник Кен Адам, який працював з Кубриком над «Доктором Стрейнджлавом» і «Баррі Ліндоном», попросив Кубрика відвідати студію Пайнву, де напередодні завершився етап знімання фільму з серії про агента 007, і дати рекомендації щодо фільму про Джеймса Бонда «Шпигун, який мене любив». Кубрик погодився проконсультувати за умови, що ніхто ніколи не дізнається про його причетність до фільму. Цей факт було розкрито лише після смерті Кубрика в 1999 році, коли 2000 року він був оприлюднений Адамом в документальному фільмі про створення стрічки «Шпигун, який мене любив» на спеціальному виданні DVD із серії фільмів про агента 007.

### «Сяйво»
Після «Баррі Ліндона» темпи роботи Кубрика значно сповільнилися, наступний фільм він робив протягом п'яти років. Картина «Сяйво», що вийшла в 1980 році, заснована на однойменному бестселері письменника Стівена Кінга. Головну роль виконав Джек Ніколсон. Його персонаж — Джек Торранс — письменник, що потерпає від матеріальної скрути, тому приймає пропозицію стати доглядачем готелю «Оверлук» у міжсезоння. Готель-курорт розташований в горах Колорадо і взимку через сніг відрізаний від решти світу. Директор готелю повідомив нового наглядача, що минулої зими в готелі трапилася трагедія: попередній наглядач зарубав сокирою свою родину й сам покінчив життя самогубством. Джеку з родиною — дружиною, Венді (Шеллі Дюваль) і сином, Денні, треба провести всю зиму в повній ізоляції. Денні, що володіє даром бачення — «сяйвом», виявляє в готелі «гостей» — примар, що населяють це місце, що було колись індіанським кладовищем. Готель відкриває дедалі жахливіші образи не тільки для Денні: його батько повільно втрачає глузд.
Фільм було повністю знято в лондонських павільйонах. Для того, щоб передати напади клаустрофобії, пригніченості й переслідування в готелі, Кубрик часто використовує технологію «Стедікам», збалансована підтримка камери, що дозволяє відтворення плавних рухів камери в закритих приміщеннях.
Подейкують, що самому Стівену Кінгу фільм не сподобався. Він назвав Кубрика «людиною, яка дуже багато думає, а занадто мало відчуває». 1997 року Кінг вирішив попрацювати з Міком Гарріс для створення телесеріалу за мотивами роману, який більше відповідав оригінальному тексту.
Після прем'єри стрічка «Сяйво» отримала переважно негативні відгуки, але була комерційно успішною. Як і з більшістю фільмів Кубрика, реакція критиків з часом змінювалася в позитивну сторону. Фільм часто з'являється у верхній частині різних списків найкращих фільмів жахів разом з «Психо» (1960) та «Той, що виганяє диявола» (1973). Деякі зі сцен у фільмі, як, наприклад, примарна візія потоку крові із готельного ліфта, є однією з найвідоміших сцен, створених Стенлі Кубриком.

### «Суцільнометалева оболонка»
Минуло сім років, перш ніж Кубрик зняв наступний фільм. «Суцільнометалева оболонка» (1987) — адаптація роману Густава Гасфорда «Дембелі» про війну у В'єтнамі. У головній ролі знявся Метью Модайн.
Фільм починається в навчальному центрі корпусу морської піхоти, в штаті Південна Кароліна, США, де старший інструктор сержант Гартман жорстко тренує новобранців, аби перетворити їх з непотрібних «черв'яків» в дисциплінованих убивць. Рядового Лоренса Гартман він гнобить через його надмірну вагу та незграбність, Гартман дає йому прізвисько «Гомер Пайл» (в деяких варіантах перекладу «Гомер Купа»). Гомер втрачає віру в те, що впорається з підготовкою. Напередодні закінчення курсу він втрачає глузд і вбиває Гартмана, а потім стріляється й сам.
У характерному для Кубрика стилі, друга половина фільму переносить глядача до В'єтнаму разом з сержантом Жартівником (в інших перекладах — Джокером). Жартівник вирушає туди як кореспондент військової газети «Зірки й смуги». Хоча він морський піхотинець, на фронті стає журналістом, і, отже, змушений дотримуватися етику своєї професії.
Знімання фільму повністю відбувалося в Англії, що було доволі складно для Кубрика та його знімальної групи. Велика частина знімання велася в Докланді, районі Лондона, а більшу частину зруйнованого міста створив художник-постановник Антон Ферст. Тож фільм візуально дуже відрізняється від інших фільмів про війну у В'єтнамі на кшталт «Взводу» чи «Гамбургер-Гіллу», більшість з яких було знято на Далекому Сході. Замість знімати фільм в тропічних південно-азійських джунглях, друга половина фільму розгортається в місті, висвітлюючи ведення війни в міських умовах. Бої у В'єтнамі часто зображувалися (і, отже, сприймалися) в джунглях, попри велику кількість боїв в житлових кварталах. Рецензенти й коментатори вважали, що місце дії сприяло похмурості й серйозності фільму. Під час знімання фільму Кубрику допомагав і Р. Лі Ермі, який був військовим консультантом і виконав роль сержанта Гартмана.
«Суцільнометалева оболонка» отримала різні критичні відгуки після виходу, але зібрала й доволі велику аудиторію, попри сильну конкуренцію з боку «Взводу» Олівера Стоуна та фільму Клінта Іствуда «Перевал розбитих сердець». Як і в інших фільмів Кубрика, репутація його з часом зростала.

### «Із широко заплющеними очима»
Лише 1997 року Кубрик взявся за знімання нового фільму — похмурої сімейної драми «Із широко заплющеними очима». Цей фільм став останнім в його кар'єрі. Головні ролі зіграли Том Круз та Ніколь Кідман, які на той час були подружжям, вони створили образ багатого подружжя з Манхеттена. Кубрик придбав права на екранізацію «Сновидної новели» (1926), австрійського письменника Артура Шніцлера ще в 1968 році. Місце дії фільму перенесли з Відня 20-х років у Нью-Йорк 90-х. Фільм «Із широко заплющеними очима» (1999) знімався протягом майже двох років в обстановці секретності, а двох основних акторів — Гарві Кейтеля і Дженніфер Джейсон Лі, замінили під час зйомок. Хоча дія відбувається в Нью-Йорку, фільм знятий переважно в павільйонах Лондона. Через засекречення роботи над фільмом, пресою ходили загалом неточні чутки про зміст сюжету і подробиць фільму.
Через велику кількість сексуальних сцен, фільм викликав багато суперечок, деякі журналісти стверджували, що це буде «найсексуальніший фільм в історії кіно». «Із широко заплющеними очима», як «Лоліта» і «Механічний апельсин», зазнав жорстких цензурних втручань ще до прем'єри. У Сполучених Штатах і Канаді, деякі сцени фільму (переважно сцени сексуальної оргії) були оброблені за допомогою комп'ютерного ретушування, щоб приховати відверті сцени й забезпечити рейтинг R від MPAA. В Європі та решті світу, фільм вийшов в прокат в режисерський версії (у своєму первісному вигляді). У жовтні 2007 року на ринок вийшло перевидання фільму на DVD (реліз містив режисерську версію фільму, що зробило її доступною і для північноамериканських глядачів). Думки про стрічку розійшлися кардинально — від «абсолютно незрозумілої драми» до «останнього шедевра XX століття».

## Нереалізовані проєкти

### «Штучний розум»
«Штучний розум» став одним з небагатьох проєктів Кубрика, закінченим іншим режисером. Протягом 80-х і початку 90-х років Кубрик разом з письменниками почав писати сценарій до фільму, що на той момент мав назву «Піннокіо», або «Штучний розум». Сюжет ґрунтувався на короткому оповіданні Браяна Олдісса «Суперіграшок вистачає на все літо» (в іншому перекладі — «Супер-роботи живуть все літо») (англ. Super-Toys Last All Summer Long), який Кубрик перетворив на довгу розповідь, що складається з трьох актів. Сюжет є казкою про робота-андроїда, який намагається зрозуміти людей, їхні почуття і емоції.
Кубрик надіслав телеграму Стівену Спілбергу з проханням зняти фільм, на що Спілберг погодився. 2001 року, після смерті Стенлі Кубрика, фільм вийшов на екрани і отримав велику кількість схвальних відгуків.

### «Пекуча таємниця» та «Позашлюбна дитина»
У 1956 році коли MGM призупинила знімання фільму «Стежки слави», Кубрик зацікавився романом Стефана Цвейга «Пекуча таємниця», написаним після Першої світової війни і вибрав твір для наступної екранізації. Він найняв письменника Колдера Віллінгтона, для написання сценарію за книгою Цвейга. Але Кодекс Гейза (етичний кодекс виробництва фільмів у Голівуді) завадив втіленню задуму.
Раніше Кубрик хотів екранізувати роман Кальдера Віллінгтома «Позашлюбна дитина», але швидко зрозумів, що фільм зробити неможливо через той самий Кодекс Гейса.

### «Схиблений на свободі»
2006 року було оголошено, що в 1950-х роках Стенлі Кубрик збирався поставити фільм за романом «Схиблений на свободі» письменника Джима Томпсона. Але проєкт не був реалізований.

### «Одноокі валети»
«Одноокі валети» — американський вестерн 1961 року. Це єдиний фільм, зрежисованим Марлоном Брандо, який замінив первісного режисера, Стенлі Кубрика.

### «Наполеон»
Після успіху фільму «2001» Кубрик запланував великомасштабну підготовку до екранізації біографії Наполеона Бонапарта. Він провів тривалі дослідження, вивчаючи книги про французького імператора, й написав попередній сценарій. Для зручності він створив детальну карту-каталог основних відвіданих місць і зроблених справ Наполеона протягом його довгого життя.
У примітках для його фінансових покровителів, що збереглися в особистому архіві, Кубрик вказав, що не впевнений в сприйнятті публікою роботи про Наполеона, проте, він очікував, що цей фільм стане найкращим з усіх, зроблених ним. Врешті проєкт було скасовано.
Сценарій Стенлі Кубрика для цього фільму було опубліковано в Інтернеті. Значна частина його історичних досліджень використана у фільмі «Баррі Ліндон» (1975), події якого відбуваються в кінці вісімнадцятого століття, незадовго до наполеонівських воєн.
На роль Наполеона спочатку був заявлений Джек Ніколсон, після того, як Кубрик побачив його у фільмі «Безтурботний вершник». Кубрик і Ніколсон врешті працювали разом, але над іншим фільмом — «Сяйво».

### «Ярмарок марнославства»
Перед тим як зняти фільм «Баррі Ліндон» Кубрик зацікавився проєктом екранізації іншого роману Теккерея — «Ярмарок марнославства». Але в 1967 році він відмовився від проєкту, коли телеканал BBC випустив телевізійну версію роману.

### «Арійські документи» («Брехня воєнного часу»)
Уже в 1976-му році Стенлі Кубрик хотів зробити фільм про Голокост. Він намагався переконати Ісаака Башевіса-Зінґера допомогти в роботі над сценарієм. На початку 1990-х років Кубрик почав працювати над стрічкою. В основу сценарію ліг роман Луїса Беглі «Військова брехня» — історія хлопчика та його тітоньки, які переховуються під час Голокосту. Перший проєкт сценарію під назвою «Арійські документи» написав сам Кубрик.
Спів-сценарист фільму «Суцільнометалева оболонка» Майкл Херр на кастингах розглядав кандидатури Джулії Робертс та Уми Турман на роль тітоньки. Зрештою, на цю роль вибрали Йоханну тер Штеге, а на роль хлопчика — Джозефа Маззелло. Режисер вибрав чеське місто Брно як можливе місце для знімання військових дій у Варшаві.
Кубрик відмовився від свого попереднього задуму через вихід фільму «Список Шиндлера» Стівена Спілберга. Крім того, сам Кубрик був надто пригнічений важкою для режисера роботою. Врешті в 1995 році він полишив проєкт.

### Сценарії, що залишилися нереалізованими
Залишилась велика кількість ідей і сценаріїв, які не були розвинені в повноцінний кінофільм або до яких надалі Кубрик втратив інтерес. Серед них — сценарій «Німецький лейтенант» (у співавторстві з Річардом Адамсом), що розповідав про групу німецьких солдатів, яких послали на завдання в останні дні Другої світової війни. Кубрик також планував створити фільм «Я вкрав 16 мільйонів доларів», оснований на історії про горезвісного грабіжника 1930-х років Віллі Саттона. Саттона мав зіграти Кірк Дуглас, але на думку останнього сценарій виявився погано проробленим. Кубрик також намагався зацікавити роллю Кері Гранта, проте фільм так і не було знято. Окрім того у 50-і роки Кубрик написав сценарій до фільму про Мосбі Рейнджера, відомого під кличкою «сірий привид», — героя громадянської війни в Америці (на стороні південців). Та проєкт не рушив далі, ніж чорновий начерк сценарію.

### Інші нереалізовані проєкти
- Кубрик цікавився роботою нацистського режисера Файта Гарлана (дядька дружини Кубрика). Події в фільмі мали відбуватися навколо постаті Йозефа Геббельса. Хоча Кубрик працював над сценарієм протягом багатьох років, фільм не розвинувся далі за грубий ескіз розповіді.

- Стенлі Кубрик планував зняти фільм за романом Умберто Еко — «Маятник Фуко», що вийшов в 1988 році. Але Еко відхилив пропозицію, оскільки був незадоволений екранізацією його першого роману «Ім'я троянди» і тим, що Кубрик не погодився, аби Еко сам написав сценарій до фільму. Після смерті Кубрика Еко шкодував, що відмовив йому[26].

- Перед тим, як стати до роботи над фільмом «2001: Космічна одіссея», Террі Саузерн запропонував Кубрику створити високобюджетну порнографічну стрічку «Блакитний фільм» і таким чином започаткувати новий жанр. Кубрик відмовився від пропозиції, оскільки вважав, що не володіє порнографічним темпераментом, він також мав сумнів, що зможе успішно винайти новий жанр. Після відмови Кубрика Саузерн опублікував роман «Блакитний фільм», сюжет якого розповідав про кінорежисера Бориса Адріані, який намагався зняти подібний фільм. Саузерн присвятив свій твір Стенлі Кубрикові. Автор почав писати книгу в той час, коли Кубрика ще цікавив проєкт, але роман вийшов в 1970 році й незабаром Кубрик втратив інтерес до його екранізації.

- Права на екранізацію книги «Володар перснів» викупила компанія United Artists в 1968 році за 15 млн доларів. Різноманітні плани з екранізації епічної трилогії виношувалися з кінця 60-х років. Так музиканти групи «The Beatles» хотіли зніматися у головних ролях потенційного фільму і називали Кубрика як можливого режисера. Однак режисеру здалося, що цей роман не підлягає екранізації[27].

- Стенлі Кубрик розглядав можливість адаптувати для екрану роман «Парфуми», Патріка Зюскінда, але згодом прийшов до думки, що цей твір не непосильний для екранізації. Попри думку Кубрика, роман екранізовано в 2006 році німецьким режисером Томом Тиквером.

## Режисерський почерк
Кубрик у більшості своїх фільмів в основу сюжету вибирав наявний твір, потім домовлявся і разом з автором редагував сюжет для майбутньої екранізації. У багатьох його фільмах можна почути голос за кадром (переважно від головного героя), який коментує деякі сцени.
Починаючи з фільму «Космічна одіссея 2001 року», в усіх його фільмах, за винятком «Суцільнометалевої оболонки» використовуються попередньо підготовлені записи класичної музики. Крім того, він часто використовує веселе звучання поп-музики в сценах, що зображують руйнування і знищення, особливо в заключних титрах або останніх кадрах фільму.
У своєму огляді «Суцільнометалевої оболонки», Роджер Еберт зазначив, що в багатьох своїх роботах Кубрик використовує великі плани, де показує нахилену вниз голову персонажа, і його очі, спрямовані вгору. Також режисер активно використовував ширококутну зйомку, характер відстеження зйомки, специфічне застосування великих планів, незвичайне панорамування, наплив і використання кадрів з довгими паралельними стінами. Багато фільмів Кубрика мають відсилання на його попередні роботи. Найвідомішим прикладом цього є поява альбому з саундтреком фільму «2001 рік: Космічна одіссея», в музичному магазині з «Механічного апельсину». Менш очевидним є посилання в «Баррі Ліндоні» на художника з ім'ям Людовик із фільму «Механічний апельсин».
Кубрик ретельно стежив за прокатом своїх фільмів в інших країнах. Режисер не тільки залишав за собою повний контроль над процесом дубляжу на іноземні мови, — іноді він особисто знімав альтернативний матеріал для різних країн. Так, наприклад, в «Сяйві» текст для друкарської машинки Джека був знятий різними мовами, причому в кожній з них була підшукана відповідна приказка. У фільмі «З широко закритими очима» для різних країн заголовки газет і паперові записки були таким же чином зняті різними мовами. Після смерті Кубрика ліцензійним видавцям його фільмів не дозволяється створювати нові голосові переклади до фільмів, над якими він мав творчий контроль; в країнах, де не існує авторизованих дубляжів, як переклад допущені тільки субтитри. Крім того, Кубрик прискіпливо стежив за якістю перекладу сценарію; як правило, він змушував перекладати іноземні версії діалогів назад англійською мовою для порівняння з оригіналом.

## Особисте життя
На фільмуванні «Стежок слави» Стенлі Кубрик зустрів німецьку співачку Крістіну Гарлан, дівчину, яка співає в одній із сцен фільму. 1958 року вони одружилися. У Стенлі це була вже друга дружина після Руз Соботкі. До того часу Крістіна мала маленьку доньку — Катерину. Пізніше вона народила ще двох дочок: Анну і Вівіан.

### Характер
Кубрик рідко говорив відкрито про своє особисте життя, це породило безліч міфів і чуток про нього. В той час, коли режисер знімав фільми, пресою ходили поголоски про нього як про шаленого генія або божевільного. Після смерті режисера його родина та близькі заперечували обидві ці версії.
Авіаперельотів Кубрик боявся з того моменту, як в 1950-х роках дивом уникнув катастрофи під час свого першого самостійного польоту. Відтоді він волів здійснювати далекі подорожі на трансатлантичних кораблях. Протягом останніх сорока років його життя, після переїзду в Англію, Стенлі рідко залишав Британські острови і мало з'являвся на публіці, через що громадськість не мала уявлення про зовнішній вигляд митця. Це надало привід авантюристу Алану Конуею з'являтися в клубах під іменем Стенлі Кубрика. Конуей став головним героєм фільму «Бути Стенлі Кубриком».

### Сімейнекамео
Донька Стенлі Кубрика, Вівіан, фільмувалася в камео-ролях в наступних фільмах Кубрика: «2001: Космічна Одіссея» (дочка Гейвуда Флойда), «Баррі Ліндон» (дівчинка на дні народження молодого Браяна Ліндона), «Сяйво» (учасниця балу привидів), «Суцільнометалева оболонка» (репортер). Його пасербиця Катерина знялася в «Механічному апельсині» та «З широко заплющеними очима». Дружина, Крістіана Кубрик, зіграла у фільмі «Стежки слави» в ролі Сюзанни Крістіан, також створила образ відвідувачки кав'ярні в «З широко заплющеними очима».

## Фільмографія
- 1951 — Літаючий падре / Flying Padre
- 1951 — День сутички / Day of the Fight
- 1953 — Страх і бажання / Fear and Desire
- 1953 — Морські наїзники / The Seafarers
- 1955 — Поцілунок убивці / Killer's Kiss
- 1956 — Вбивство / The Killing
- 1957 — Дороги слави / Paths of Glory
- 1960 — Спартак / Spartacus
- 1962 — Лоліта / Lolita
- 1964 — Доктор Стрейнджлав, або Як я перестав боятися й полюбив бомбу / Dr. Strangelove or: How І Learned to Stop Worrying and Love the Bomb
- 1968 — Космічна одіссея 2001 року / 2001: A Space Odyssey
- 1971 — Механічний апельсин / A Clockwork Orange
- 1975 — Баррі Ліндон / Barry Lyndon
- 1980 — Сяйво / The Shining
- 1987 — Суцільнометалева оболонка / Full Metal Jacket
- 1999 — Із широко заплющеними очима / Eyes Wide Shut

## Пам'ять
На честь Стенлі Кубрика названо астероїд 10221 Кубрик.